# Esaias van de Velde l'Ancien
Pour les articles homonymes, voir Van de Velde.
Esaias van de Velde dit l'Ancien est un peintre de batailles et aquafortiste néerlandais, baptisé le 17 mai 1587 à Amsterdam et enterré le 18 novembre 1630 à La Haye.
Il est l'un des premiers artistes à avoir expérimenté avec l'eau-forte.
Il est le frère de Jan van de Velde le Jeune, le fils et l'élève de Jan van de Velde l'Ancien (1568 - 1623), le père de Anthony II van de Velde (1617-1672) et d'Esaias II van de Velde (1615-avant 1681), et l'oncle de Jan Martzsen de Jonge (1609-1646).

## Biographie
Il est le fils et l'élève de Hans van de Velde (Anvers, 1552 - Amsterdam, 1609), le père d'Anthony II van de Velde (1617-1672) et d'Esaias II van de Velde (1615-avant 1681) et l'oncle de Jan Martzsen de Jonge (1609-1646).
Il a peut-être été l'élève de G.V. Coninxloo. Il épouse en 1611 à Haarlem Cateleyne Maertens. Il devient membre de la guilde en 1612, de la chambre de rhétorique de Wyngaardranken en 1617 et de la guilde de La Haye en 1618.
Si sur terre du moins, les grands faits de guerre devenaient assez rares, la Hollande est encore loin d'être pacifiée, et les rencontres entre les bandes qui tenaient la contrée ne laissaient pas de la désoler. Ces engagements partiels, embuscades, escarmouches, chocs de cavalerie, attaques de convois, pillages de fermes ou de villages, meurtres et pendaisons : tels sont les sujets les plus souvent représentés dans ses œuvres. L'aisance, la vérité, l'entrain qu'il y montre prouvent à quel point ces sujets convenaient à son tempérament.
L'habileté et le caractère même du talent de Van de Velde étaient bien faits pour plaire au fils du Taciturne. Il devient peintre de la cour des princes Maurice et Frédéric-Henri de Nassau. À la mort du premier, l'artiste continue de jouir de la faveur du second, son successeur, qui manifeste pour les arts un goût encore plus marqué.
On peut le considérer comme l'un des fondateurs de l'École de peintres de genre hollandais[réf. nécessaire]. Quelques portraits sont teintés de caravagisme. Ses dessins sont d'un grand réalisme.
Doué d'une activité singulière, étroitement attaché à sa patrie d'adoption, le petit-fils du cloutier d'Anvers indique la direction dans laquelle les peintres de la génération suivante allaient s'engager si résolument.
En 1629, dans une de ses œuvres des plus importantes, La Reddition de Bois-le-Duc, avec le départ de la garnison espagnole qui occupait cette ville, Esaias donne librement carrière à sa verve patriotique. À peine âgé de 40 ans, en pleine maturité de son talent, il meurt à La Haye en 1630. Avec lui disparaît un des artistes les plus remarquables de la période initiale de l'École hollandaise.
Il est l'un des premiers, avec Jan van de Velde le Jeune et Willem Pietersz. Buytewech à expérimenter la technique de l'eau-forte : ils cherchent à trouver de nouveaux tons, à créer une atmosphère pour leurs estampes de paysage. Pour cela, ils rompent avec les longues lignes de contour pour les dessiner avec de petits traits et avec des points.

## Œuvre
- La Fête champêtre (1615), huile sur bois, 35 × 61 cm, Rijksmuseum, Amsterdam[4]
- La Prédication de saint Jean-Baptiste (1621-1622), huile sur bois, 69 × 96 cm, Kunsthistorisches Museum, Vienne[5]
- Le Bac (1622), huile sur panneau de bois75 × 113 cm, Rijksmuseum, Amsterdam[6]
- Vue dans les dunes (1629), huile sur bois, 18 × 23 cm, Rijksmuseum, Amsterdam[7]
- Paysage d'hiver (1623), huile sur chêne, 26 × 30 cm, National Gallery, Londres[8]
- Paysage d'hiver avec une ferme (1624), huile sur bois, 26 × 32 cm, Mauritshuis, La Haye[9]

"
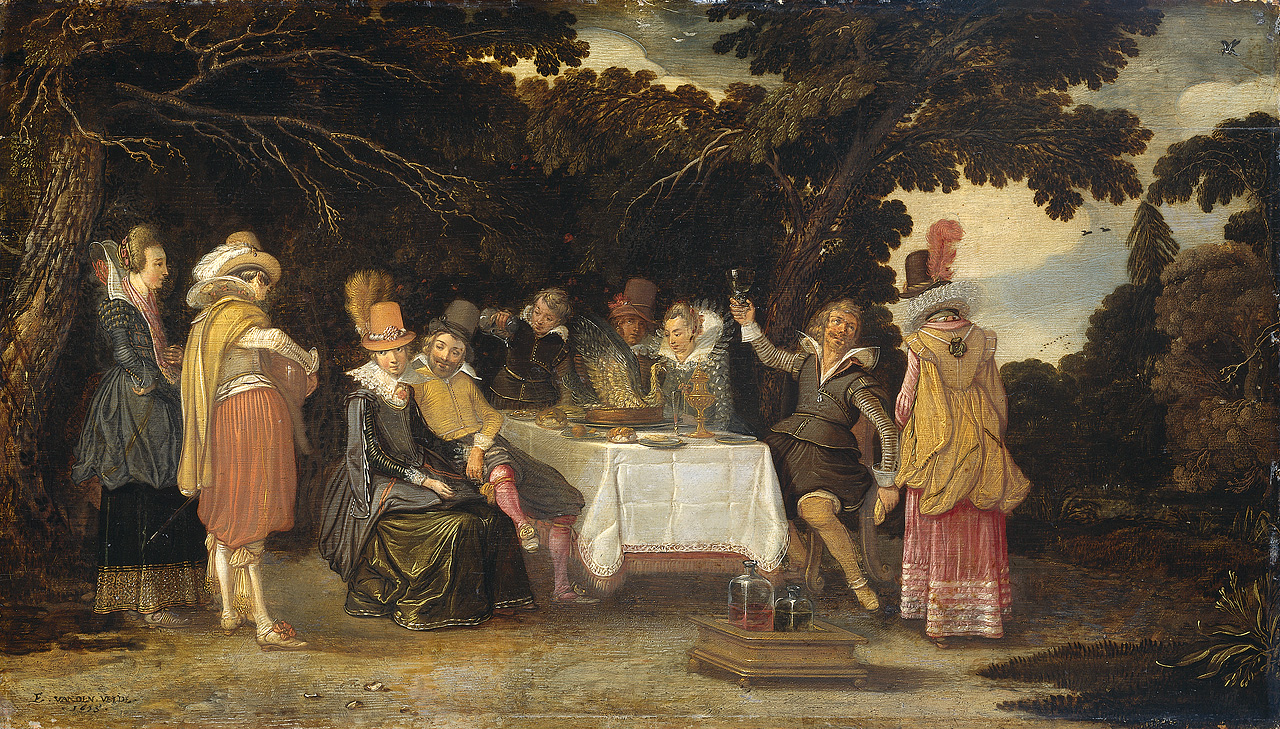
La Fête champêtre (1615) Rijksmuseum
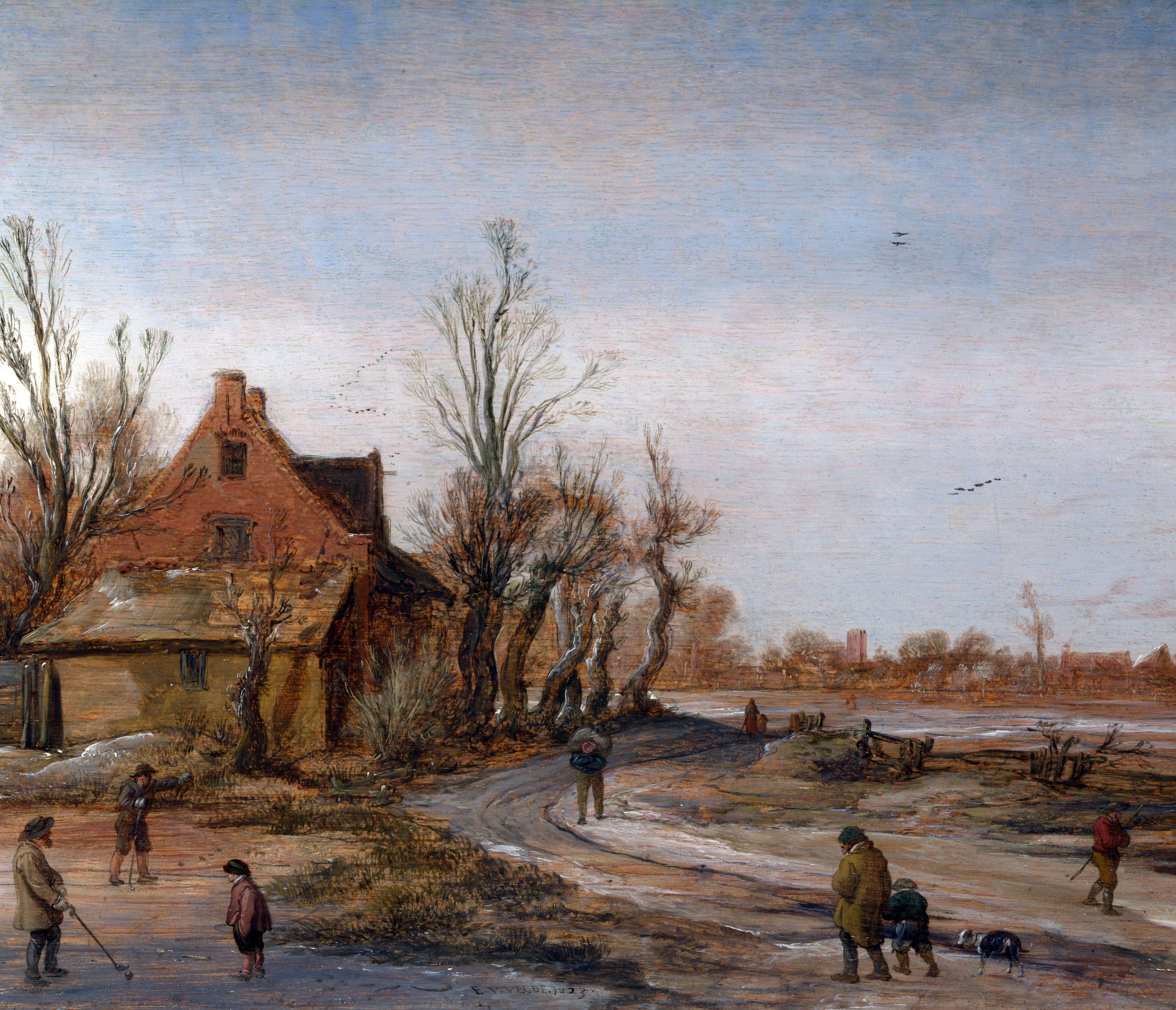
Paysage d'hiver (1622) National Gallery, Londres
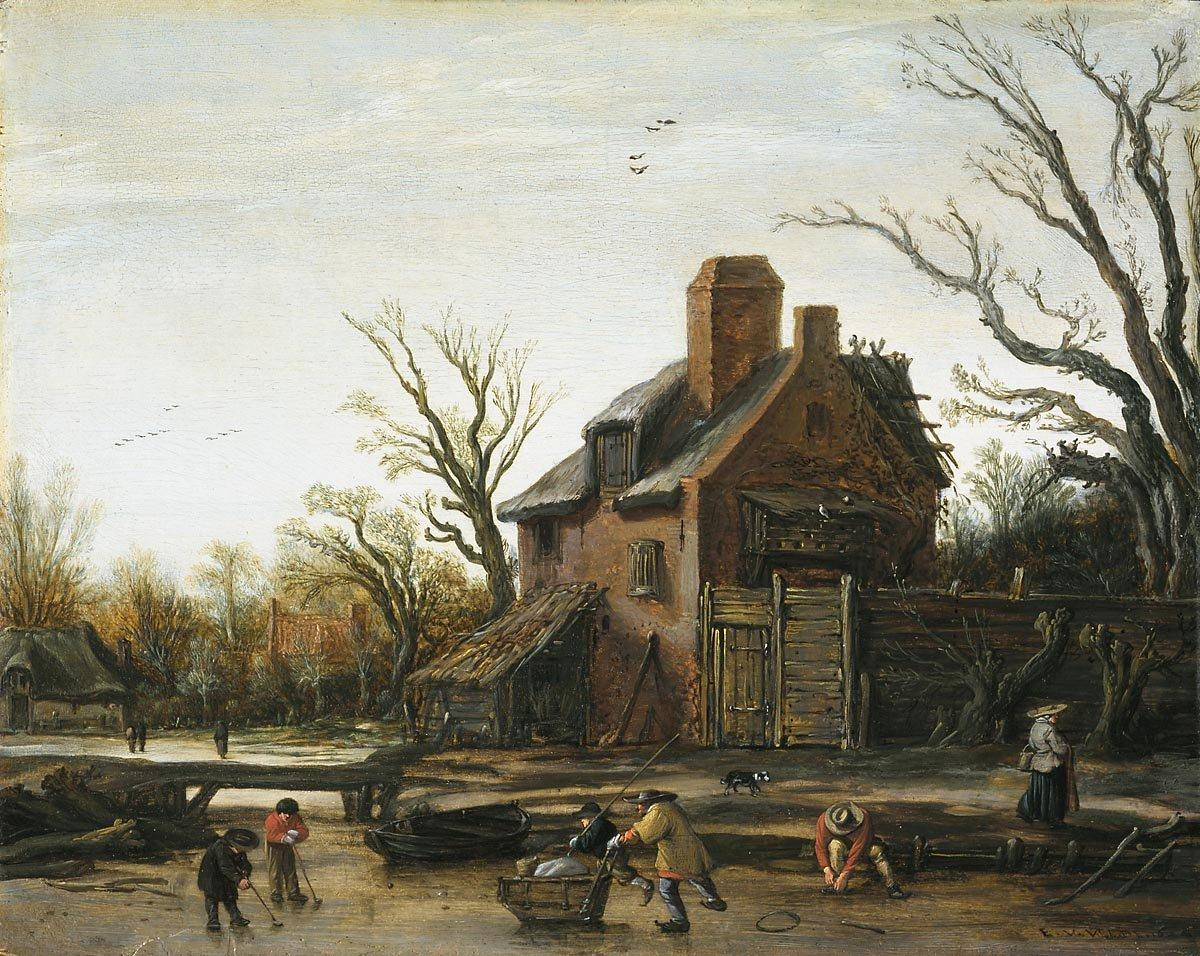
Hiver avec ferme (1624) Mauritshuis, La Haye